# Jean Keraudy
Jean Keraudy, né Roland Barbat le 20 avril 1920 à Boulogne-Billancourt[réf. nécessaire] (Hauts-de-Seine) et mort le 1er octobre 2001 à Cravent[réf. nécessaire]  (Yvelines), est un prisonnier et acteur français.
Il est celui qui, dans le film Le Trou de Jacques Becker (1960), tient le rôle de Roland Darbant, le chef du plan d'évasion, ayant réellement été impliqué dans la tentative d'évasion de la Prison de la Santé de 1947. Il introduit le film relatant cet événement. Il utilise le nom de scène de Jean Keraudy pour cet unique film.

## Biographie
Roland Barbat, fils d'un forgeron, est né le 20 avril 1920 à Boulogne-Billancourt[réf. nécessaire].
Sous l'Occupation il se met à cambrioler pour son propre compte les mairies et préfectures pour y voler des cartes de rationnement et des papiers d'identité. Il est condamné une première fois en 1941 pour un vol de tickets de pain mais à chaque fois qu'il s'est retrouvé en prison il s'évade, d'où sa réputation de « roi de l'évasion ».
À partir de 1943 il a aussi volé pour aider les maquisards et les réfractaires au STO de la région de Châteauroux, tout en prenant sa part du butin. Évadé de la prison de Châteauroux, il cambriole le ravitaillement de Saint-Brieuc quelques jours plus tard. Arrêté, il est condamné à neuf ans de prison pour « vols et infractions aux règles du ravitaillement ».
Après plusieurs arrestations et plusieurs cavales, il se trouve en prison à la Libération. Il bénéficie d'un non-lieu pour les cambriolages ayant profité à la Résistance, mais il est condamné à cinq ans de prison pour ses nombreuses évasions, ce qui ne l'empêche pas de s'évader spectaculairement de la Prison de la Santé en 1946.
Arrêté et réincarcéré à la Santé, il organise en 1947 une dernière tentative d'évasion avec quatre de ses compagnons de détention, dont Joseph Damiani (le futur écrivain José Giovanni, condamné pour faits de collaboration). Durant des semaines ils ont creusé un tunnel qui partait de leur cellule jusqu'à l'un des égouts principaux de la ville de Paris. C'est là qu'ils ont été arrêtés à la suite d'une délation. Cet épisode a inspiré à Giovanni son premier roman, Le Trou (1957), dans lequel Roland Barbat figure sous le nom de « Roland Darbant ».
À trente-six ans, Barbat sort libre en 1956 de la maison centrale de Melun après douze ans en prison.
En 1960, à partir du roman de Giovanni, Jacques Becker réalise au cinéma Le Trou, dans lequel Barbat interprète son propre personnage  (le rôle de « Roland Darbant ») et introduit le film sous le nom d'acteur de « Jean Keraudy ».
Roland Barbat a aussi inspiré Giovanni pour son roman Les Aventuriers (1960) dans lequel l'un des deux héros porte le nom « Roland Darbant ». C'est un mécano, métier que Roland Barbat exerçait dans la vie. Dans Les Aventuriers, le film que Robert Enrico tire en 1967 de la première partie du roman, le rôle de « Roland » est tenu par Lino Ventura. La deuxième partie du roman a été tournée par Giovanni lui-même la même année sous le titre La Loi du survivant avec Michel Constantin dans le rôle.
Malgré son excellente prestation dans Le Trou, Jean Keraudy ne se voit étrangement proposer aucun autre rôle au cinéma, contrairement à Michel Constantin, qui était débutant et non-acteur comme lui.
Après sa sortie de prison, Roland Barbat a gagné beaucoup d'argent au jeu radiophonique de Radio Luxembourg, Le Tirlipote. Comme c'était un jeu itinérant, il sillonnait la France avec sa famille pour se rendre dans la ville où il avait lieu. Dès qu'il pensait avoir trouvé la bonne réponse tout le monde devait partir immédiatement, même au milieu de la nuit.
Lucien Dirat a consacré un court-métrage à Roland Barbat, Roland, qui fut nommé au César du meilleur court-métrage 1996.
Roland Barbat meurt le 1er octobre 2001 à Cravent[réf. nécessaire], dans les Yvelines, à l'âge de 81 ans. Il est inhumé au cimetière de Maisons-Alfort, dans le Val-de-Marne[réf. nécessaire].

## Filmographie
- 1960 : Le Trou, d'après le roman autobiographique de José Giovanni, réalisé par Jacques Becker.
- 1994 : Roland, court-métrage de Lucien Dirat (1994), nommé aux Césars[6].